# Décalage horaire (film)
Pour les articles homonymes, voir Décalage horaire.
Pour plus de détails, voir Fiche technique et Distribution.
Décalage horaire est un film français réalisé par Danièle Thompson, sorti en 2002.

## Synopsis
Juliette Binoche et Jean Reno incarnent deux inconnus qui se rencontrent au sein de l'aéroport Charles de Gaulle (à l'occasion d'un emprunt de téléphone cellulaire) lorsque leurs vols sont annulés en raison d'une grève des aéroports de Paris et de conditions climatiques difficiles : Rose (Juliette Binoche), une femme obsédée par son apparence et son maquillage — qu'elle cultive comme une armure —, faible et hyper-compassionnelle  envers ceux qu'elle aime, mais franche et bavarde, et Félix (Jean Reno), un ancien chef cuisinier, devenu le roi de la cuisine surgelée aux États-Unis, stressé, plein de préjugés et de maladresse. 
Rose est à la recherche d'une nouvelle vie en tant qu'esthéticienne dans un hôtel de luxe à Acapulco au Mexique, loin de son compagnon qui la maltraite, Sergio (incarné par Sergi Lopez), tandis que Félix se rend à Munich pour retrouver son ex-petite amie, qui a refait sa vie, à l'occasion des funérailles de la grand-mère de celle-ci. 
Tous deux ont vécu des relations difficiles avec leurs parents – Rose avec sa mère possessive et hypocondriaque, Félix avec son père, chef conservateur réticent à reconnaître les visions culinaires de son fils.
Alors que les chemins de ces compagnons d'infortune se croisent et se recroisent, entre salles d'attente de Charles de Gaulle et unique chambre disponible de l'hôtel Hilton, un dialogue tour à tour drôle, cynique, franc, vachard, amical et romantique se développe. Les vérités qui émergent les forcent à faire face à eux-mêmes, leurs névroses et leurs avenirs incertains.

## Fiche technique
- Titre : Décalage horaire
- Réalisation : Danièle Thompson
- Scénario : Christopher Thompson et Danièle Thompson
- Production : Alain Sarde et Christine Gozlan
- Budget : 12,93 millions d'euros
- Musique : Eric Serra
- Photographie : Patrick Blossier
- Montage : Sylvie Landra
- Décors : Michèle Abbé-Vannier
- Costumes : Elisabeth Tavernier
- Pays d'origine :  France
- Format : couleurs - 2,35:1 - DTS - 35 mm
- Genre : comédie romantique
- Durée : 91 minutes
- Dates de sortie : 3 janvier 2002 (Finlande), 30 octobre 2002 (France)

## Distribution
- Juliette Binoche : Rose
- Jean Reno : Félix
- Sergi López : Sergio
- Scali Delpeyrat : le docteur

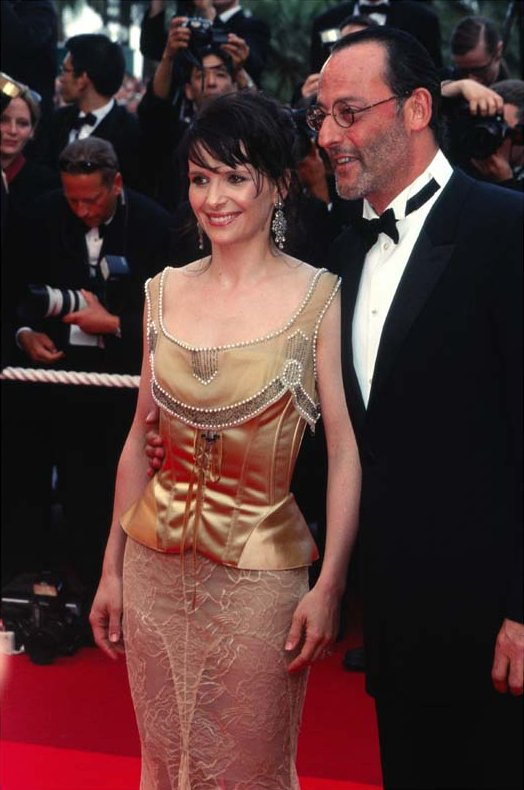
Les têtes d'affiche du film au Festival de Cannes 2002.

- Karine Belly : une préposée d'Air France
- Raoul Billerey : le père de Félix
- Nadège Beausson-Diagne : une passagère de Roissy
- Alice Taglioni : une hôtesse
- Jérôme Keen : le concierge
- Sébastien Lalanne : le barman
- Michel Lepriol : le serveur
- Mbembo : une employée des Postes
- Laurence Colussi : Hôtesse
- Lucy Harrison : Hôtesse
- Rebecca Steele : Hôtesse
- Thiam Aïssatou : Hôtesse

## Autour du film
- Juliette Binoche a remplacé Isabelle Adjani pour le rôle principal.
- La scène de la piscine a lieu à l'Hôtel Costes, 239 rue Saint Honoré, 75001 Paris.

## Récompenses et distinctions
- Nomination au César de la meilleure actrice 2003 pour Juliette Binoche.